# Georges Chemet
Georges Théodoric Charles Chemet, alias Géo Chemet, né le 12 juin 1891 à Boulogne-sur-Seine, et mort pour la France le 27 septembre 1917 à Hard (Autriche), est un aviateur français, titulaire du brevet de pilote no 159 le 9 août 1910, qui commence sa carrière dans l'aviation à l'âge de 18 ans lors du meeting de Reims sur un appareil Voisin, avant de devenir chef pilote à l’école d’aviation Louis Paulhan à Saint-Cyr. Engagé dans l'aviation lors de la Première Guerre mondiale, il sert dans le 2e Groupe d'aviation, 112e escadrille. Il est cité à l'ordre de l'Armée le 17 août 1915. Déclaré disparu le 12 avril 1917 à Saint-Hilaire-le-Petit. Capturé et prisonnier à Landshut venant du camp d'officiers de Karlsruhe, il meurt noyé dans le Rhin sur la commune de Hard près de Bregenz en Autriche-Hongrie au cours d'une tentative d'évasion,.

## Ses exploits aériens
Le 21 décembre 1912, il réalise avec un hydroaéroplane Borel la double traversée de l’Adriatique : Venise-Trieste-Venise, soit 256 kilomètres.
En août 1913, il remporte la course d'hydravions Paris-Deauville, reliant Le Pecq à Deauville, soit 330 km, en 3h47, devant Henri Molla.

## Distinctions
- Croix de guerre 1914–1918.